# トリウィウム
トリウィウムまたは三学は七つのリベラルアーツの下位科目であり、文法学、論理学、修辞学からなる。

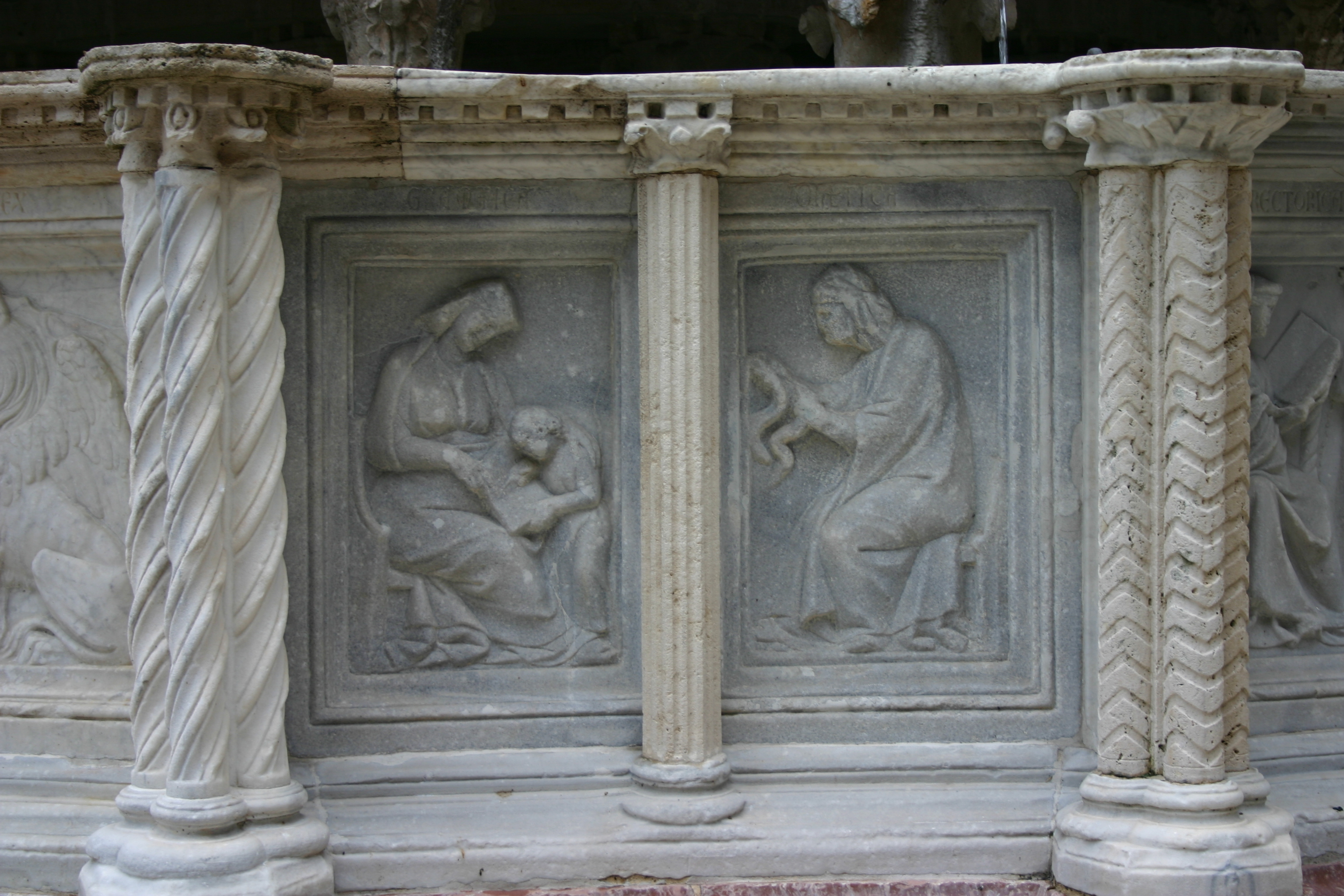
Allegory of Grammar and Logic/Dialectic. Perugia, Fontana Maggiore.

マルティアヌス・ミンネウス・フェリクス・カペッラの『De nuptiis Philologiae et Mercurii』（『哲学と水星の結婚』）には三学（トリウィウム）が暗示されているが、この言葉が使われるようになったのは、カロリング朝ルネサンス期であり、それまでのクワドリウィウムを模倣して作られた。文法学、論理学、修辞学は、プラトンの対話篇で説明されているように、古典的な教育に不可欠な科目である。中世にはこの3科目をまとめて「トリウィウム」と呼ぶようになったが、3科目を最初に学ぶという伝統は古代ギリシャで確立された。現代では、イギリスやアメリカの一部の大学（一部は古典教育運動の一環）や、イギリスの独立系スクールなど、様々な形で行われている。

## 語源
語源的には、ラテン語のtriviumは「3つの道が出会う場所」（tri + via）という意味であり、三学（トリウィウム）の科目は、中世の教養教育の上位部門である四科（クワドリウィウム）の基礎となっている。四科（クワドリウィウム）は、算術（抽象的な概念としての数）、幾何学（空間における数）、音楽（時間における数）、天文学（空間と時間における数）から構成される。教育的には、三学と四科は、古典古代の七つの教養を学生に伝授するものであった。

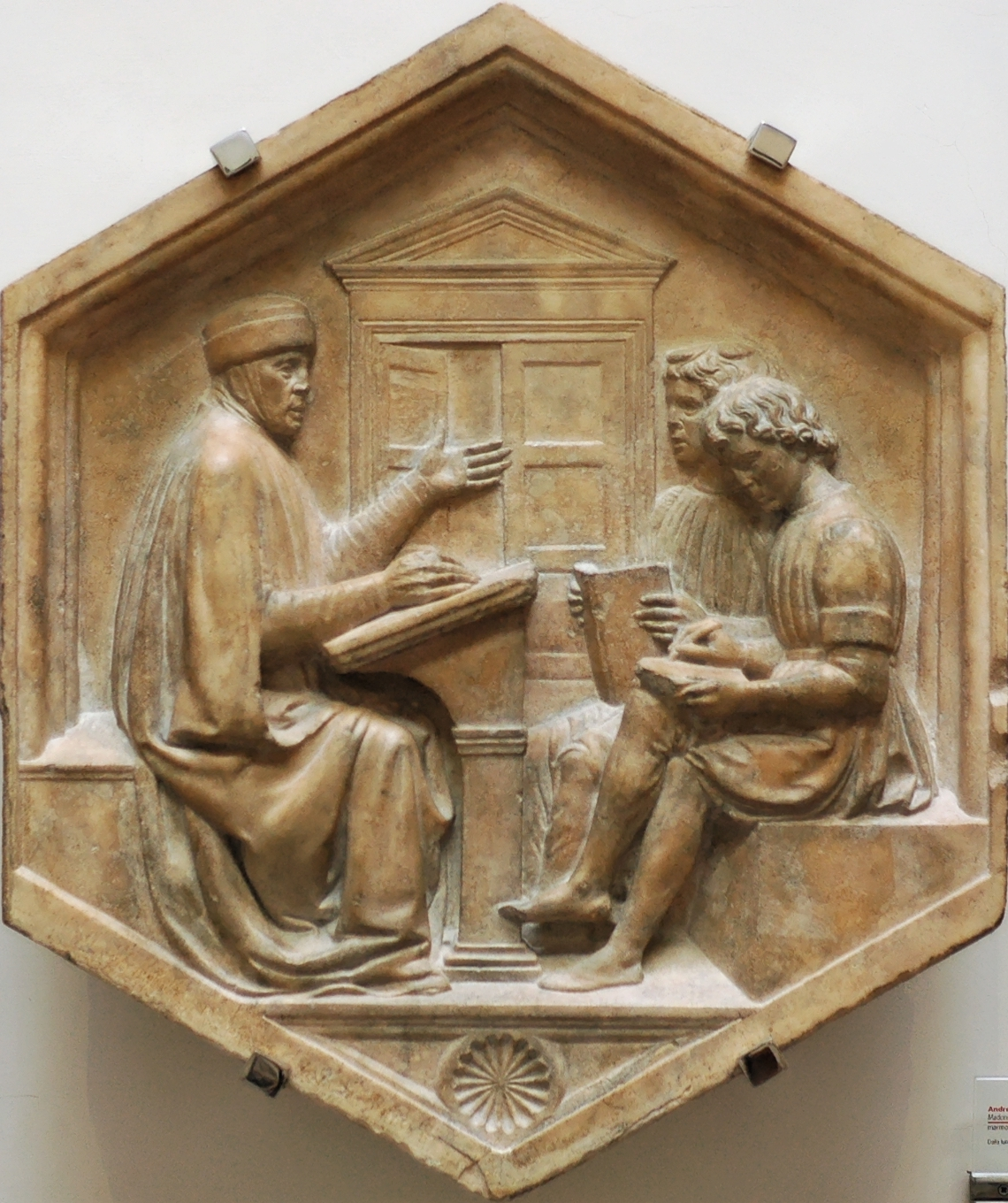
Allegory of Grammar. Priscian on the left teaches Latin grammar to his students on the right. Relief by Luca della Robbia. Florence, Museo dell'Opera del Duomo.

## 概要
文法学は言葉の仕組みを教えるものである。これは五感で感じる対象物や情報を定義し、生徒が「言葉を理解する」段階となる。したがって「木は木であって、猫ではない」という同一性の法則がある。
論理学（弁証法ともいう）とは、思考と分析の「仕組み」であり、健全な議論を組み立て、誤った議論や記述を見極め、矛盾を体系的に取り除くことで、信頼できる事実に基づいた知識を生み出すプロセスである。
修辞学とは、聞き手や読み手を指導したり説得したりするための言葉の使い方のことである。知識（文法）が理解され（論理）、知恵（レトリック）として外部に伝達されることである。
アリストテレスは修辞学を「あらゆるものの中に、説得力を生み出すことができるものを見抜く力」と定義している。
シスター・ミリアム・ジョセフ、『The Trivium: The Trivium: The Liberal Arts of Logic, Grammar, and Rhetoric』（2002年）では、三学（トリウィウム）を次のように説明している。
文法学とは、記号を発明し、それを組み合わせて思考を表現する技術であり、論理学とは、考える技術であり、修辞学とは、ある心から別の心へと思考を伝える技術であり、言語を状況に適応させることである……文法学は、記号化されたものに関係する。論理学は、それが知られているものに関係している。修辞学は伝達されたものに関係する。
ジョン・アイトーは『語源辞典』（1990年）の中で、三学（文法，論理，修辞）の学習は四科（算術，幾何，音楽，天文学）の学習に必要な準備であると書いている。中世の学生にとって、三学（トリウィウム）は七つの教養を身につけるためのカリキュラムの始まりであり、大学の主要な学習コースとなった。トリビアル（trivial）という言葉は、より簡単なtriviumと、より難しいquadriviumの対比から生まれた。